# Wild Hearts Can't Be Broken (chanson)
Pistes de Beautiful Trauma
I Am Here You Get My Love
Wild Hearts Can't Be Broken est une chanson écrite par la chanteuse américaine P!nk pour son septième album studio Beautiful Trauma.

Le clip officiel est mis en ligne le 29 janvier 2018. Seules P!nk et sa fille Willow sont visibles dans la vidéo, tournée en noir et blanc.
La chanson a été présentée lors des Grammy Awards 2018, le 28 janvier à New York,,.

## Liste des pistes
| 1. | Wild Hearts Can't Be Broken | P!nk, busbee (en) | 3:21 |